# 타이완 성도 제5호선

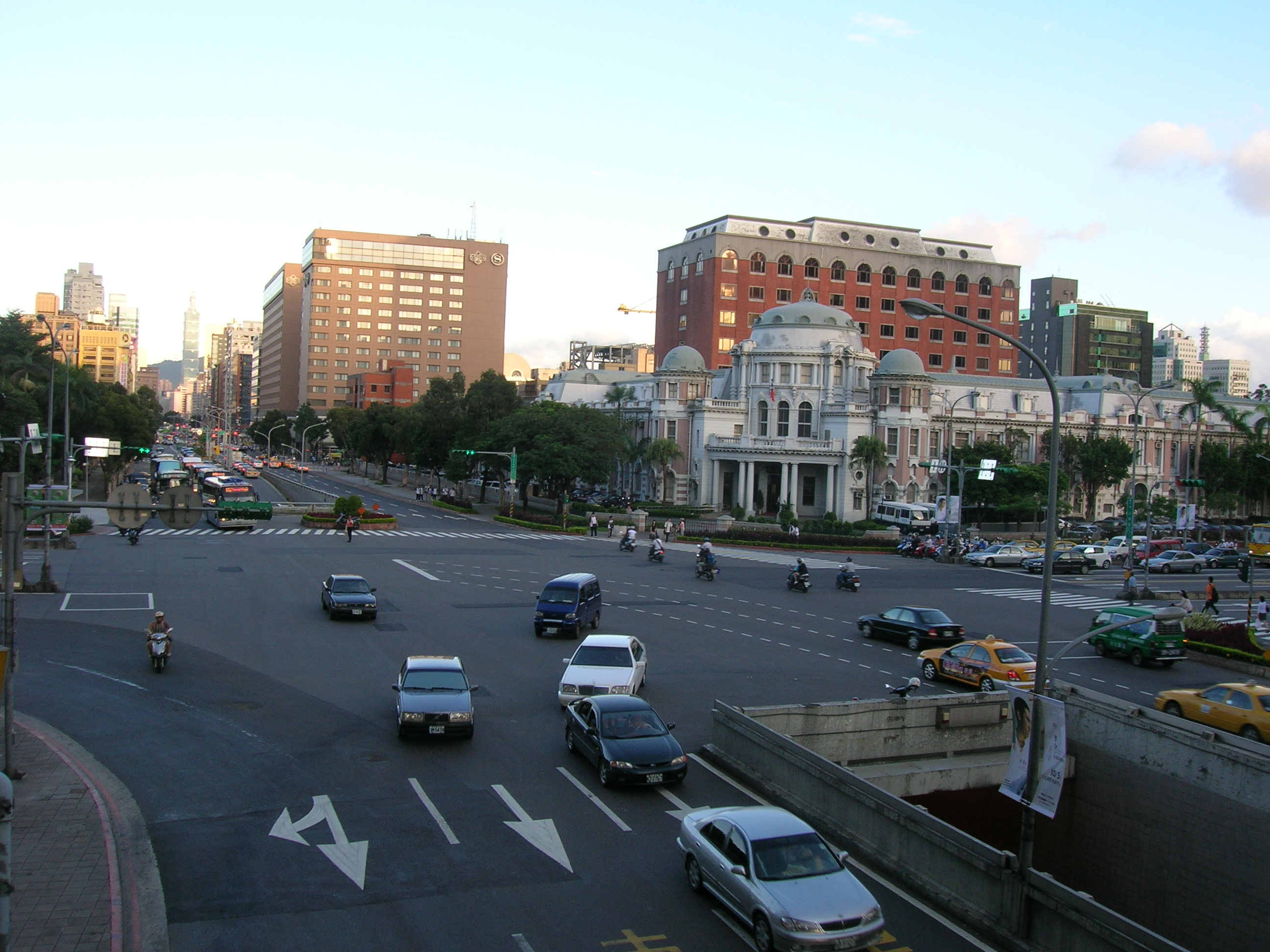

타이완 성도 제5호선(중국어: 台5線)은 타이완 성도의 5호 노선이다. 타이베이시~지룽시 간을 잇는 총연장 27.916 km의 국도이다. “베이지 공로(北基公路)”라고도 부른다.
타이베이시 중정 구의 중화민국 행정원에서부터 시작하여 지룽시 런아이 구의 지룽 역 인근 교차로까지 이른다.

## 보조 노선

### 타이완 성도 제5호선 (갑)
지룽시 치두 구-신베이시 시즈 구 사이를 잇는다. 총 연장은 8.623km이다.

### 타이완 성도 제5호선 (을)
신베이시 시즈 구에서 중산 고속공로 시즈 나들목까지를 잇는 도로로 총 연장은 약 2km. 2013년 6월 17일에 폐선되었다.

## 교차 고속도로
- 시즈 나들목：신베이시 시즈 구에 위치, 국도1호 10.5km 지점. 갑(甲)선과 을(乙)선과 접속.
- 신타이우루 나들목：신베이시 시즈 구에 위치, 국도3호 12.7km 지점.